# 杭州钱江新城万怡酒店

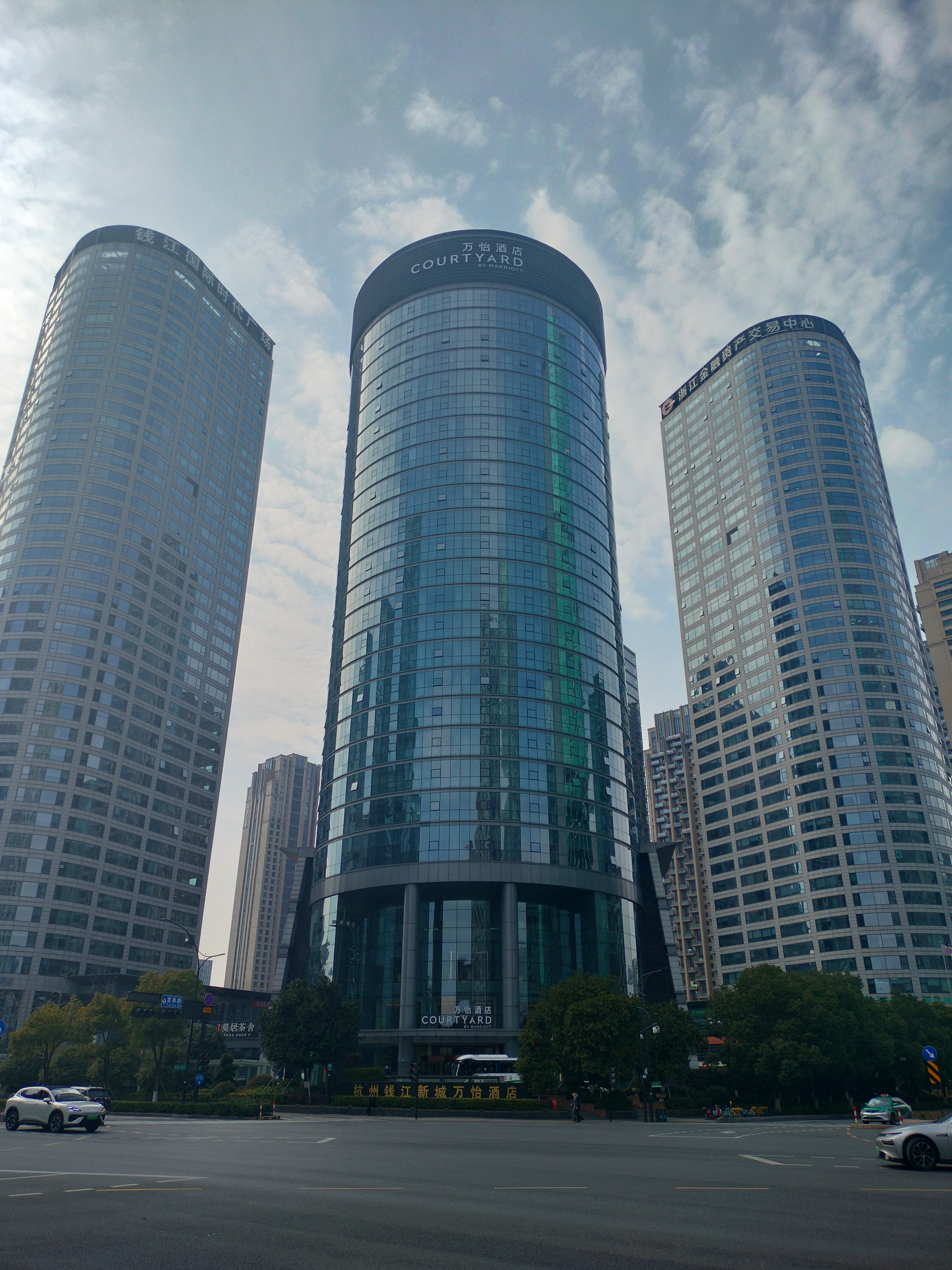
万怡酒店

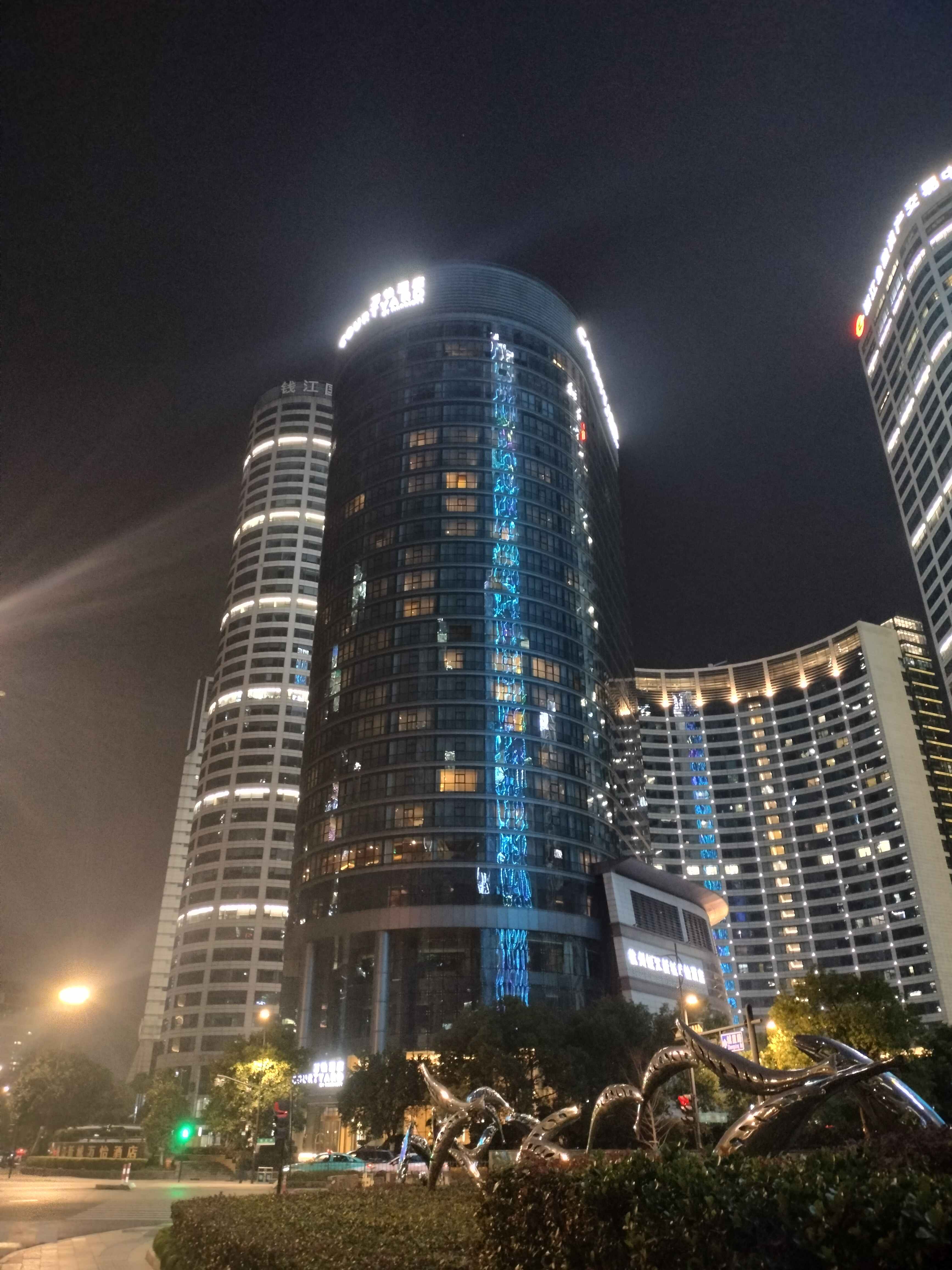
夜景

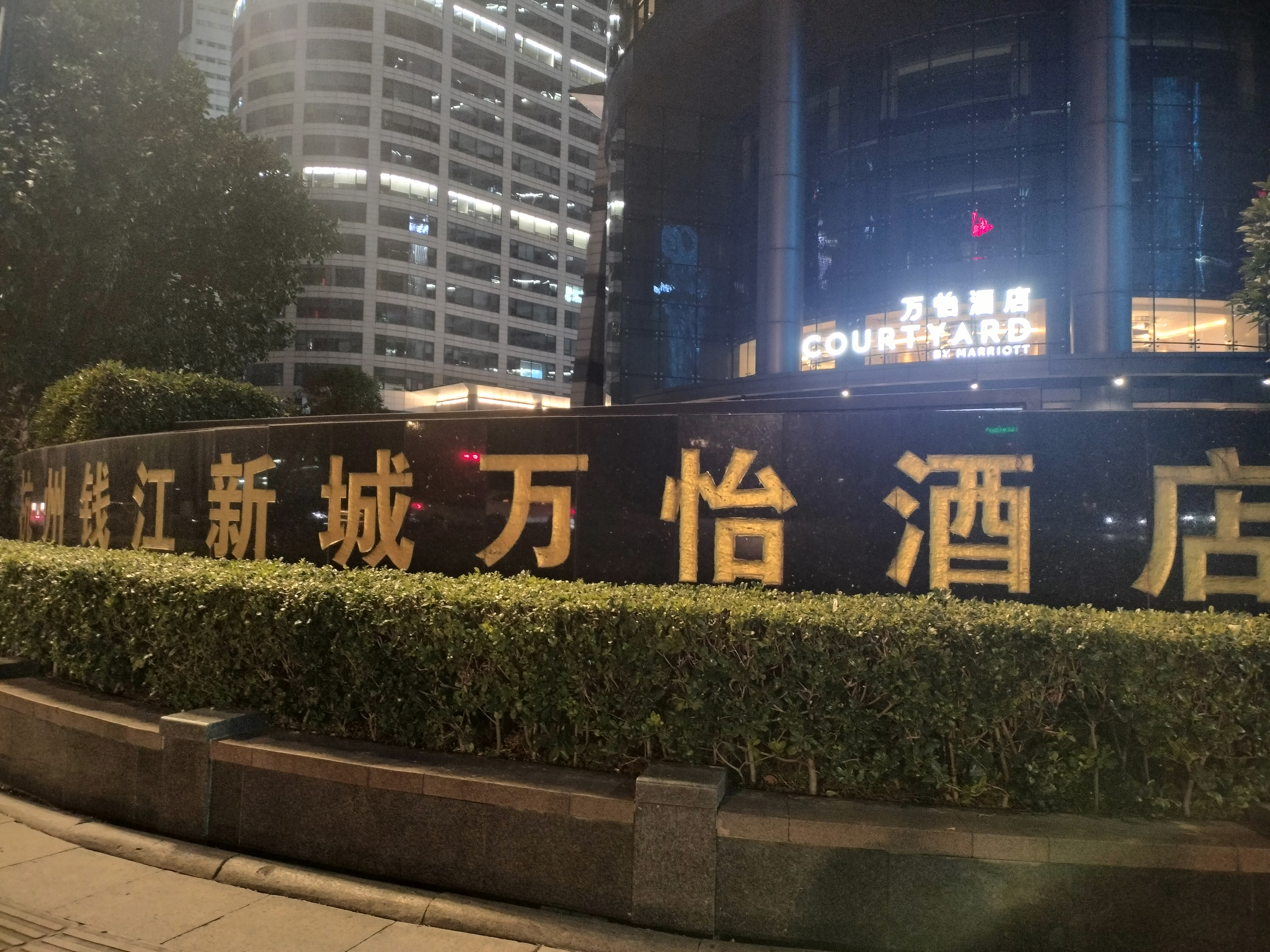

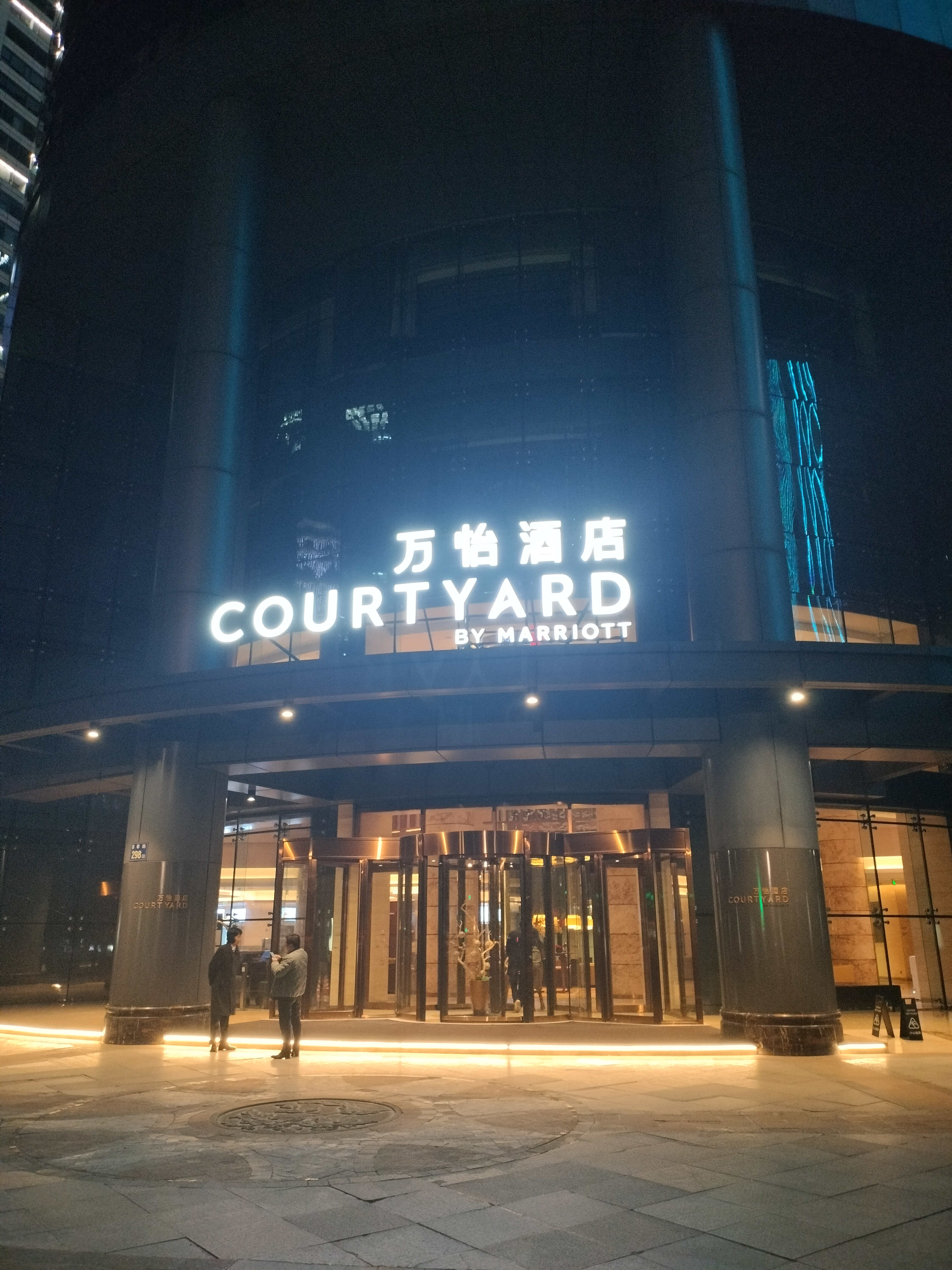
正门

杭州钱江新城万怡酒店位于杭州市上城区富春路298号，即钱江新城钱江国际时代广场4号楼，是美国万豪酒店旗下的国际品牌中高端商务酒店，为四星级酒店，2014年3月29日开业。它是万怡酒店品牌在中国大陆的第11家酒店，以及继杭州武林万怡酒店（2010年12月开业）后杭州的第二家万怡酒店。

## 简介
酒店拥有364间客房，包括274间豪华客房、53间行政客房、33间套房和一间副总统套房。以及3间现代风格会议室和1个水晶宴会厅。

## 交通
可乘杭州地铁4号线至城星路站B1口到达。